# 大島国雄
大島 国雄（大島 國雄、おおしま くにお、1923年10月15日 - 2016年1月24日）は、日本の経営学者。

## 経歴
名古屋市出身。1944年陸軍士官学校卒、1950年愛知大学法経学部卒、75年「公企業に関する経営学的研究」で神戸大学経営学博士。50年運輸調査局研究員、1955年東京都立商科短期大学講師、助教授、教授、1966年青山学院大学経営学部教授、70-72年学部長、92年定年、名誉教授、駿河台大学教授。99年退職。ソビエト経営学が専門。

## 著書
- 『社会主義企業経営論』白桃書房 1953
- 『ソヴェト経営学』白桃書房 1958
- 『ソヴェト企業の独立採算制』森山書店 1960
- 『目でみたソ連の経営』ダイヤモンド社 1963
- 『公企業の経営学』白桃書房 現代経営学全集 1969
- 『現代ソ連の企業経営』日本生産性本部 1971
- 『ソ連の企業と経営者 資本主義的利潤への挑戦』日本経済新聞社　日経新書　1974
- 『企業形態論 動態的比較論的展開』同文館出版 1976
- 『国際比較経営論』森山書店 1979
- 『公企業改革の時代』同文館出版 1984
- 『国際比較経営の新展開』森山書店 1987
- 『社会主義経営学』同文館出版 1989
- 『現代日露中国経営論』白桃書房 1997

### 共編著
- 『公共企業論』一瀬智司, 肥後和夫共編 有斐閣双書　1977
- 『国有企業の経営 資本主義と社会主義』大島国雄教授還暦記念論文集編集委員会/野崎幸雄,井上照幸共編 白桃書房　1983

## 論文
- <大島国雄